# Barão de São João
Barão de São João ist ein portugiesischer Ort und eine ehemalige Gemeinde (Freguesia) im Kreis (Concelho) von Lagos. Auf einer Gemeindefläche von 51,9 km² lebten 894 Einwohner (Stand 30. Juni 2011).
Der Zoologische Garten von Lagos, der Parque Zoológico de Lagos, liegt im Gemeindegebiet.
Im Zuge der Gebietsreform in Portugal am 29. September 2013 wurden die Gemeinden Barão de São João und Bensafrim zur neuen Gemeinde União das Freguesias de Bensafrim e Barão de São João zusammengeschlossen. Bensafrim wurde Sitz der Gemeinde, die bisherige Gemeindeverwaltung in Barão de São João blieb als Außenstelle und Bürgerbüro bestehen.